# Der Struwwelpeter
Der Struwwelpeter ist ein deutscher Kinderfilm aus dem Jahr 1955, der auf dem gleichnamigen Bilderbuch von Heinrich Hoffmann basiert.

## Handlung
Im Film werden die Geschichten des Kinderbuchs von einem Erzähler (gesprochen von Fritz Genschow) begleitet. Dabei hält sich der Film größtenteils an die Vorlage von Heinrich Hoffmann. Die Reime werden in gesprochener, gesungener Form alle genannt und dabei werden die Geschichten szenisch dargestellt. Meistens werden dabei sogar die zeichnerischen Motive nachgestellt.

## Produktion

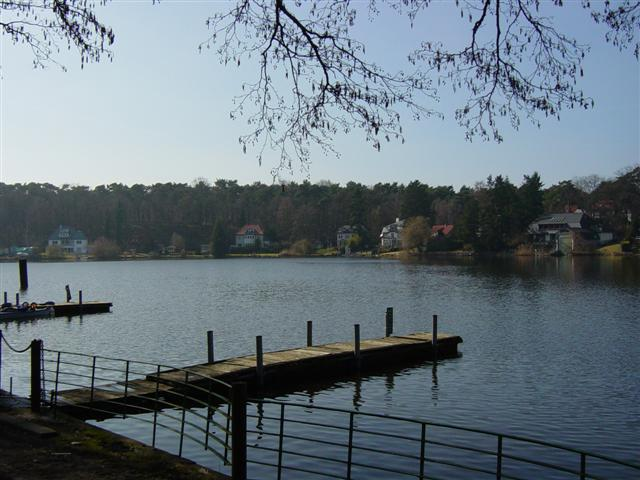
Der Stölpchensee, die Hanns Guck-in-die-Luft-Szene im Film

Der Struwwelpeter wurde unter anderem am Stölpchensee gedreht. Die Dreharbeiten fanden 1954 statt. Am 23. Januar 1955 erlebte der Film in mehreren Städten seine Premiere.
Die Kinoversion verfügt um eine zusätzliche schwarz-weiße Rahmenhandlung. Die Geschichten vom Struwwelpeter ohne Rahmenhandlung, die ausschließlich in Farbe gedreht wurden, dauern 56 Minuten.

## Kritik
Der film-dienst schrieb: „Lebendige Verfilmung des populären Kinderbuchs, das der Jugendpsychiater Heinrich Hoffmann 1847 schrieb. Die Einwände von Pädagogen und Psychologen gegen das Buch (Gehorsam aus Furcht vor sehr grausamen Strafen) gelten ebenso für den Film.“